# Moševići (Neum, BiH)
Moševići su naseljeno mjesto u općini Neum, Federacija BiH, BiH.

## Povijest
Selo se spominje 1475. godine pod imenom Mušovići.
Selo se spominje u „Poimeničnome popisu sandžaka vilajeta Hercegovine” 1475. – 1477. pod nazivom Mušovići. Spominje se i u izvještaju splitskoga dominikanca Danijela iz 1589. pod nazivom Moscevichi.
Današnje selo razvilo se od sela Gornji Moševići, koje se nalazilo iznad današnjih Moševića, odakle se stanovništvo preselilo u današnje selo nakon što su ga zapalili uskoci.

## Stanovništvo

### 1991.
Nacionalni sastav stanovništva 1991. godine, bio je sljedeći:
ukupno: 114
- Hrvati - 114

### 2013.
Nacionalni sastav stanovništva 2013. godine, bio je sljedeći:
ukupno: 83
- Hrvati - 83

## Znamenitosti
- nekropola stećaka na lokalitetu Podgrebnice[6]
- crkvica Svih svetih, izgrađena 1897.[7]

### Članci
- Vidović, Domagoj. 2009. Gradačka toponimija. Folia onomastica Croatica. Zavod za lingvistička istraživanja HAZU. Zagreb.  (18): 171–221

## Vanjske poveznice
- Satelitska snimka  Arhivirana inačica izvorne stranice od 27. veljače 2014. (Wayback Machine)